# Synagoga v Běštíně
Bývalá synagoga v Běštíně je v současnosti dům čp. 94 stojící cca 200 m jižně od obecního úřadu na dohled od fotbalového hřiště, nádrže na vodu a potoka Řeřicha. Postavena byla v první polovině 19. století. Za 2. světové války byla adaptována na sídlo obecního úřadu, v současnosti, po další rekonstrukci, slouží jako obytný dům.